# Karschia zarudnyi
Karschia zarudnyi es una especie de arácnido  del orden Solifugae de la familia Karschiidae.

## Distribución geográfica
Se encuentra en Asia Central.